# Wangjiashan
Wangjiashan (kinesiska: 王家山) är en köping i nordvästra Kina. Den ligger i stadsdistriktet Pingchuan i staden Baiyin i provinsen Gansu, omkring 130 kilometer nordost om provinshuvudstaden Lanzhou. Antalet invånare är 14400. Befolkningen består av 6 557 kvinnor och 7 843 män. Barn under 15 år utgör 18,0 %, vuxna 15-64 år 77 %, och äldre över 65 år 4,0 %.